# Menemen
Menemen – miasto w Turcji w prowincji İzmir.
Według danych na rok 2000 miasto zamieszkiwało 46 079 osób.